# San Jorge (Honduras)
San Jorge (Spaans voor Sint-Joris) is een gemeente (gemeentecode 1412) in het departement Ocotepeque in Honduras. De gemeente grenst aan Guatemala.
Het dorp heette eerst El Rincón de Jorge. Het was genoemd naar iemand uit Esquipulas die als achternaam Jorge had. Nadat het al een zelfstandige gemeente was geweest, werd het samengevoegd met La Encarnación. In 1903 werd het dan toch zelfstandig.
De gemeente ligt op de hellingen van de Cordillera del Merendón.

## Bevolking
De bevolking is als volgt verdeeld:
| Vrouwen | 2550 | 48,5% |
| Mannen  | 2708 | 51,5% |

## Dorpen
De gemeente bestaat uit zeven dorpen (aldea), waarvan het grootste qua inwoneraantal: El Socorro (code 141203).